# Atiușa, Korop
Atiușa (în ucraineană Атюша) este localitatea de reședință a comunei Atiușa din raionul Korop, regiunea Cernihiv, Ucraina. În secolul al XIX-lea, satul făcea parte din volostul Atiușa, uezdul Kroleveț.

## Demografie
Componența lingvistică a localității Atiușa
     Ucraineană (98,15%)
     Rusă (1,78%)
Conform recensământului din 2001, majoritatea populației localității Atiușa era vorbitoare de ucraineană (98,15%), existând în minoritate și vorbitori de rusă (1,78%).